# 夏侯淳
夏侯淳（？—？），字孝沖。中國譙國譙人，中國西晉文學家，為夏侯威的孫子，夏侯莊的兒子，夏侯湛的弟弟。他任官最高至弋陽太守。他有一個兒子叫夏侯承。